# Hylia verte
Hylia prasina
Genre
Espèce
Synonymes
- Sylvia prasina Cassin, 1855 (protonyme)

Statut de conservation UICN

 LC  : Préoccupation mineure
La Hylia verte (Hylia prasina), seule représentante du genre Hylia, est une espèce d'oiseaux de la super-famille des Sylvioidea. L'espèce est considérée incertae sedis par le congrès ornithologique international, et parfois placée dans une famille propre, celle des Hyliidae.

## Répartition
Cette espèce vit en Afrique subsaharienne, dans l'Ouest et le centre du continent.

## Taxinomie
Selon le Congrès ornithologique international et Alan P. Peterson il existe deux sous-espèces :
- Hylia prasina poensis Alexander, 1903 - de l'île de Bioko ;
- Hylia prasina prasina (Cassin, 1855) - en Gambie et du Sénégal au Kenya, Tanzanie, République démocratique du Congo et Angola.